# Релікт (динамічний захист)
Релікт (з елементами 4С23) — модульний комплекс динамічного захисту створений в НДІ Сталі. Комплекс встановлюють, зокрема, на танки Т-72Б2 «Рогатка» і Т-90СМ.

## Характеристики
Комплекс модульного типу, складається з модуля верхньої лобової деталі (ВЛД), 17 контейнерів башти, 6 бортових модулів і 20 контейнерів захисту даху.
Підвищення захисту танка становить (крат):
- від кумулятивних снарядів: 2,1 в тому числі тандемних — для Т-72М, 1,7-1,9 для Т-90СМ.
- від бронебійних підкаліберних снарядів: 1,4.

## Галерея

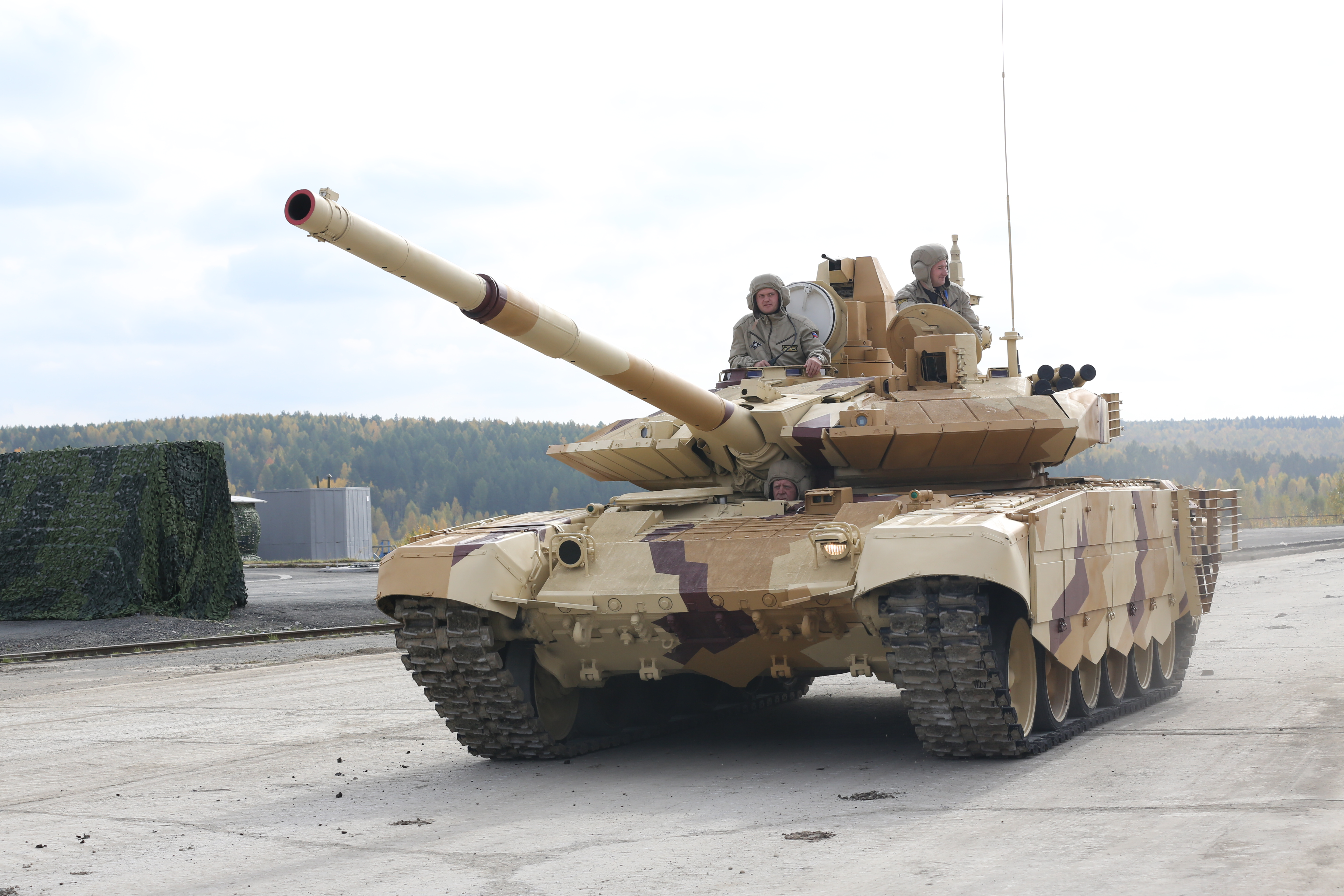
Т-90СМ
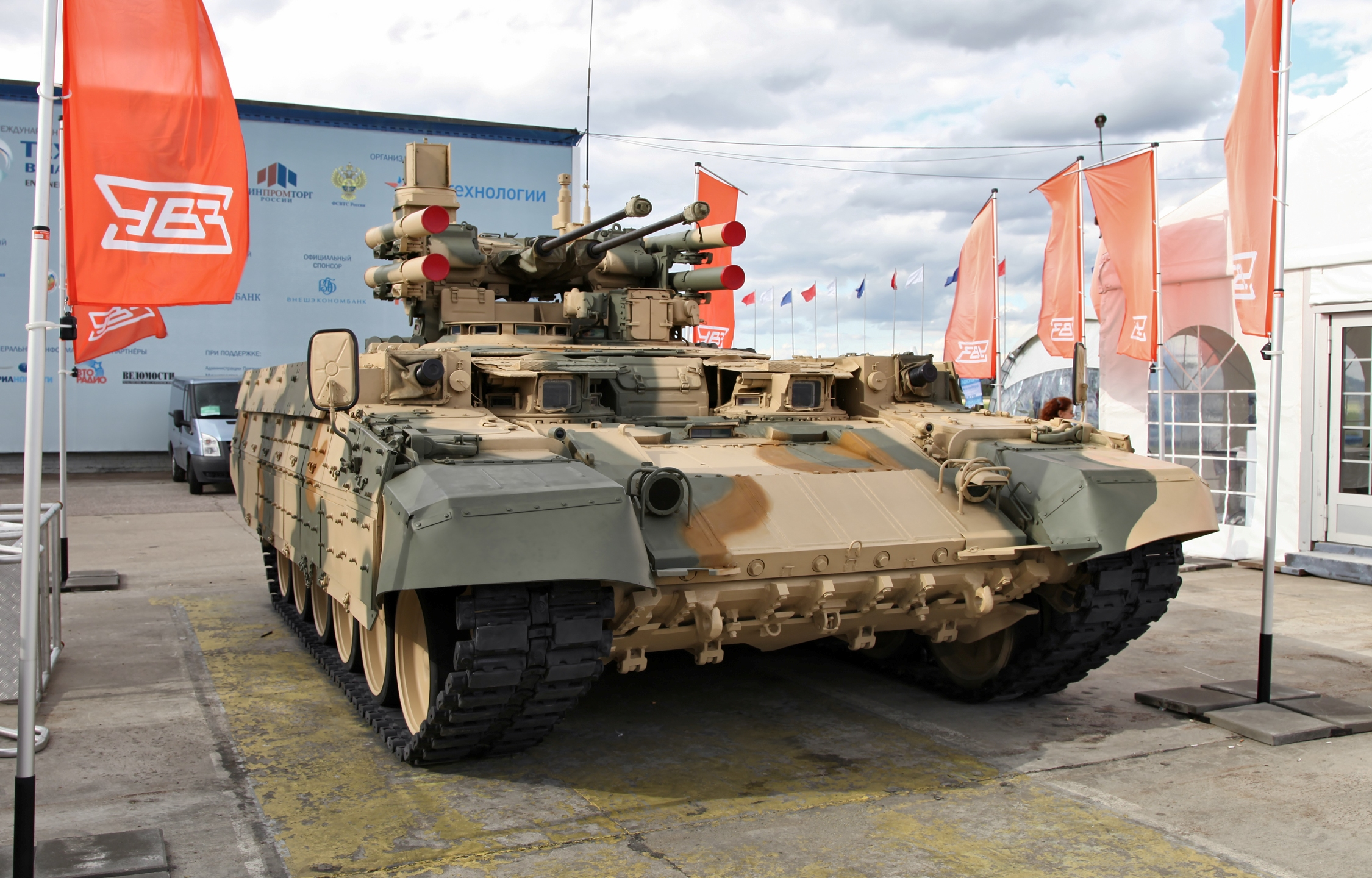
БМПТ «Рамка» (Об'єкт 199)